# Kreatursdrift
Med kreatursdrift menas ett lantbruks inriktning mot djurskötsel specifikt för mjölkens eller köttets skull. Land som lämpar sig dåligt för åkerbruk används ofta för sådan köttproduktion. Termen kan också användas för själva förflyttningen av kreatur "till fots" från en plats till en annan, exempelvis mellan olika betesmarker, till slakt, eller till försäljning.
Kreatursdrift kräver en större arbetsinsats än åkerbruk, och framförallt en daglig tillsyn, varför daglönare eller statare anställdes, istället för dagsverkesskyldiga bönder, på de svenska gods som under 1800-talet övergick från spannmålsproduktion till mjölk- och köttproduktion när spannmålsexport blev mindre lönsam.

## Boskapsuppfödning
Renodlad boskapsuppfödning bedrivs mest i Afrika, Australien och Asien. Det bedrivs även i stor del i sydliga Nordamerika och Sydamerika. De enda länderna i Europa som bedriver denna verksamhet är Spanien och Portugal.